# برايان لوتون
برايان لوتون (بالإنجليزية: Brian Lawton)‏ هو لاعب هوكي الجليد أمريكي، ولد في 29 يونيو 1965 في نيو برونزويك في الولايات المتحدة.

## وصلات خارجية
- برايان لوتون على موقع دوري الهوكي الوطني (الإنجليزية)
- برايان لوتون على موقع قاعة مشاهير الهوكي (لاعب أن.إتش.أل) (الإنجليزية)
- برايان لوتون على موقع EliteProspects.com (الإنجليزية)
- برايان لوتون على موقع HockeyDB.com (الإنجليزية)
- برايان لوتون على موقع Hockey-Reference.com (الإنجليزية)